# José María Torres Caicedo
José María Torres Caicedo (Bogotá, 30 de marzo de 1830-París, 27 de septiembre de 1889) fue un escritor, diplomático e intelectual colombiano que residió en Europa y al que se atribuye la primera utilización de la expresión «América Latina». Desempeñó una amplia labor diplomática en Europa trabajando para la Nueva Granada (posteriormente, Colombia), Venezuela, y El Salvador. Igualmente, dentro de sus publicaciones, tanto en periódico como en sus obras personales, se encargaría de dar visibilidad a la literatura latinoamericana en Europa.

## Primeros años
José María de los Dolores Torres Caicedo nació en Bogotá el 30 de marzo de 1830. Era descendiente de una familia tradicionalista y realista que lo perdió todo después de que sus propiedades fueran expropiadas durante las guerras de independencia. Siendo niño, José María Torres Caicedo pierde a sus padres, Julián Torres y Peña y Tadea Caicedo Villegas, quedando bajo la protección de monseñor Manuel José Mosquera, quien le enseñaría habilidades que posteriormente le serían útiles en su trabajo como diplomático. Este arzobispo formaba parte de una de las familias neogranadinas más poderosas de la época, ya que era hermano de Joaquín Mosquera y de Tomás Cipriano de Mosquera. Además, entre sus tíos podemos encontrar a Santiago Torres, el último inquisidor de Santafé, y a José Antonio Torres, un afamado clérigo y poeta realista.
Torres Caicedo cursó estudios literarios en la Universidad del Primer Distrito y obtuvo el título de abogado del Colegio San Bartolomé. Durante esta época ya escribía en los periódicos iniciaría a tener publicaciones periódicas.

## Labor en publicaciones periódicas neogranadinas
En el año 1846 Torres Caicedo inició a trabajar en la redacción, edición y publicación de los periódicos El Día y La Civilización. Se sabe que uno de los dirigentes de El Día fue José Eusebio Caro y de La Civilización se sabe que era de Caro y Mariano Ospina Rodríguez. Desde el año 1849, Torres Caicedo pasa a ser uno de los dirigentes de El Día. También se le atribuye a la dirigencia de la publicación de El Progreso. Después del 7 de marzo de 1849, con la llegada al poder del Partido Liberal, Torres Caicedo se convertiría en «el mayor panfletario y oposicionista del gobierno», papel que le generaría varios problemas al corto plazo.
Una de las tantas dificultades a las que Torres Caicedo se enfrentó en territorio americano fue cuando él y José Eusebio Caro fueron víctimas en 1850 de la destrucción de sus respectivos periódicos, El Día y La Civilización, cuando un grupo de hombres armados irrumpieron en las oficinas de los periódicos mencionados y destruyeron diferentes piezas del inmobiliario, incluyendo las prensas.

### El duelo con «los Alacranes»
Otro de los problemas a los que Torres Caicedo se enfrentó fue a una disputa con los dirigentes del periódico satírico liberal El Alacrán. Se dice que la disputa inició por un escrito que apareció en El Día, y de supuesta autoría de Torres Caicedo, sobre Germán Gutiérrez de Piñeres, uno de los dirigentes de El Alacrán, en el que lo acusaba de haber robado la tienda de Vicente Azcuénaga. Gutiérrez de Piñeres, ofendido por la acusación, desafió a Torres Caicedo a un duelo, a lo que Torres se negó por considerarlo indigno. Sin embargo, Gutiérrez de Piñeres y su socio, también dirigente de El Alacrán, Joaquín Pablo Posada, idearon un plan para que el duelo se llevase a cabo. El plan era hacer que Posada retara a Torres Caicedo a un duelo y que, justo antes de iniciarse este, Posada dijera que no iba a combatir por miedo. Después de que Posada dijera esto, sería Gutiérrez de Piñeres quien volviera a retar a Torres Caicedo. El plan resultó como se había proyectado.
El duelo se concertó para el 8 de enero de 1850 a las afueras del barrio Las Cruces. Gutiérrez de Piñeres y Posada acudieron juntos, y Torres Caicedo fue con su padrino Valentín Ferro. Cuando el duelo acordado entre Torres Caicedo y Posada iba a iniciar, Posada, como había planeado, se rehusó a luchar porque dijo que tenía miedo. Es entonces cuando Gutiérrez de Piñeres le dice a Torres Caicedo que ambos se tendrían que batirse a duelo viendo las circunstancias. Después de que Torres Caicedo se negara una vez más al desafío, se formó una disputa en la que los cuatro sujetos presentes se amenazaron los unos a los otros, lo que obligaría a Torres Caicedo a aceptar el duelo finalmente. Torres Caicedo recibió un tiro en el omóplato y quedó gravemente herido. Él insinuaría posteriormente en un artículo para La Civilización unas posibles trampas llevadas a cabo por los dirigentes de El Alacrán, como medir el terreno para hacerlo favorable a Gutiérrez de Piñeres e, incluso, haber recibido una pistola descargada. Posada dijo que las pistolas fueron escogidas por Torres Caicedo.
La noticia del duelo se difundió rápidamente entre los amigos de los implicados. José Rodríguez Borda, amigo de Torres Caicedo, al enterarse del duelo, fue apresuradamente al lugar de los acontecimientos para impedir que el duelo se llevase a cabo, sin embargo, cuando llegó se encontró a Torres malherido. Es aquí cuando, supuestamente, Rodríguez Borda lleva a Torres Caicedo a su casa en Las Cruces. Sin embargo, en la versión de Torres Caicedo se relata que Posada lo depositó en la hierba de un terreno llano. Posteriormente sería Ferro quien lo llevaría a la casa de Rodríguez Borda donde sería atendido por los doctores Andrés Pardo, Jorge Vargas y Librado Rivas. Cordovez relata que el 9 de enero de 1850 el arzobispo de Bogotá, monseñor Manuel José Mosquera salió de la catedral cargando los Santos Viáticos para darle la comunión a Torres Caicedo. Al arzobispo lo acompañaba una procesión en reproche a quien había herido a «Torrecitos» (como era conocido Torres Caicedo por su pequeño cuerpo). La justicia quiso levantar un sumario contra Gutiérrez ya que no consideraban el acto como un duelo sino como una ‘legítima defensa’. Sumado a esto, la sociedad capitalina de la época «se conmovió ante tales hechos» que mostraban «la descomposición de la moral de la época».
Es a causa de este duelo que Torres Caicedo decide ir al exterior, con la ayuda económica de varios de sus amigos. Esto con el fin de que le extrajeran la bala alojada en su cuerpo después del duelo, ya que en Bogotá «no había cirujanos, ni instrumentos que pudieran garantizar el éxito de tan delicada operación». Sin embargo, también hay que decir que a esta decisión también pudo haber contribuido el resto de problemas de carácter político que tuvo en el territorio neogranadino, problemas que generaban gran incertidumbre en alguien que trabajaba en publicaciones opositoras al gobierno de turno. Por ejemplo, cronistas de la época relatan que Marina Bermúdez, por entonces amante de Manuel Murillo, atacó a Torres Caicedo con un zurriago hasta cansarse en el atrio de la catedral debido a un suelto aparecido en El Día donde se le atacaba. Es por todo esto que el día martes 29 de octubre de 1850 la nota editorial de El Día se tituló «Despedida», siendo Torres Caicedo el que anunciaba su marcha. Mientras esto pasaba, José Eusebio Caro, en medio de su fuga emprendida para evadir un juicio de imprenta iniciado en su contra se puso en contacto con Torres Caicedo. Finalmente, el 12 de diciembre de 1850, Torres Caicedo y Caro partieron juntos, desde Cartagena a Nueva York, a bordo del barco a vapor inglés ‘El Jay’; Torres nunca volvería a América del Sur. Este barco iba con destino a Londres, entonces Torres Caicedo y Caro hicieron transbordo en San Tomás a otro barco que sí se dirigía a Nueva York.
El barco llega a puerto el 3 de enero de 1851, luego de un tortuoso viaje para «Torrecitos». Caro cuenta que Torres «se mareó como de costumbre, es decir, horriblemente y durante toda la navegación». Poco después, Torres Caicedo se embarca a París, donde avisó que el 15 de marzo de ese año el doctor Velpeau le operaría al día siguiente. En 1852, vuelve a Nueva York, participando en la redacción de periódicos en español. En la ciudad norteamericana dejaría una gran parte de su biblioteca y papeles de importancia para volver a embarcarse a París. Sería en esta ciudad donde Torres Caicedo se establecería finalmente.
A los diecisiete años, comienza a escribir poesía y a publicar artículos en periódicos de Bogotá. Opositor al gobierno, es elegido diputado en el congreso colombiano; posteriormente es nombrado representante de Venezuela, Colombia y El Salvador en París y Londres, así como miembro correspondiente de la Real Academia Española y de la de Ciencias Morales y Políticas del Instituto de Francia.
A partir de 1864, instalado en París, se dedica exclusivamente a su labor de escritor. Se encarga de la parte política de El Correo de Ultramar (periódico en español publicado en París entre 1842 y 1886 por Xavier de Lasalle), en el que aparecen sus artículos políticos, económicos, filosóficos y literarios.
Entre 1875 preside en Nancy (Francia) el Primer Congreso Internacional de Americanistas (del 18 al 22 de julio) y en Viena (actual Austria) el Congreso de Propiedad Literaria (del 23 al 27 de julio).

## Vida en París
La ascensión de Napoleón III al poder en Francia buscaría configurar al país, y en específico París, como una capital que guiara los avances tecnológicos, literarios y artísticos de todo el mundo. Esto la llevaría a competir con otras capitales, como Londres, que pujaban por lo mismo. Por lo anterior, la producción literaria de Torres Caicedo contaría con una cobertura mayor y con un grado de validación dentro de lo círculos intelectuales americanos.
Torres Caicedo comienza su producción literaria allí, lo que lo llevaría a ser el director de la sección Revista Américana en El Correo de Ultramar, una revista distribuida en Francia, España y América. Así mismo, en esta ciudad, imprime, escribe y publica distintas obras en las que divulgaba sobre la producción intelectual de distintos autores americanos. Este trabajo volvió a Torres Caicedo una figura importante de los americanos en París, pues sus críticas y análisis de poesía y literatura latinoamericana adquirieron popularidad e hicieron que la producción intelectual latinoamericana fuera difundida en Europa y América.
De esta forma, algunos de los escritos más populares de Torres Caicedo, como el poema de «Las dos Américas», Ensayos y Críticas y Unión latino-americana, serían impresos y publicados en París en imprentas como Imprenta nueva (Asociación obrera) y librerías como la Librería Rosa y Bouret, y de ahí serían distribuidos a España y a América.

### Fundación y primeros años de la Asociación Literaria y Artística Internacional (ALAI)

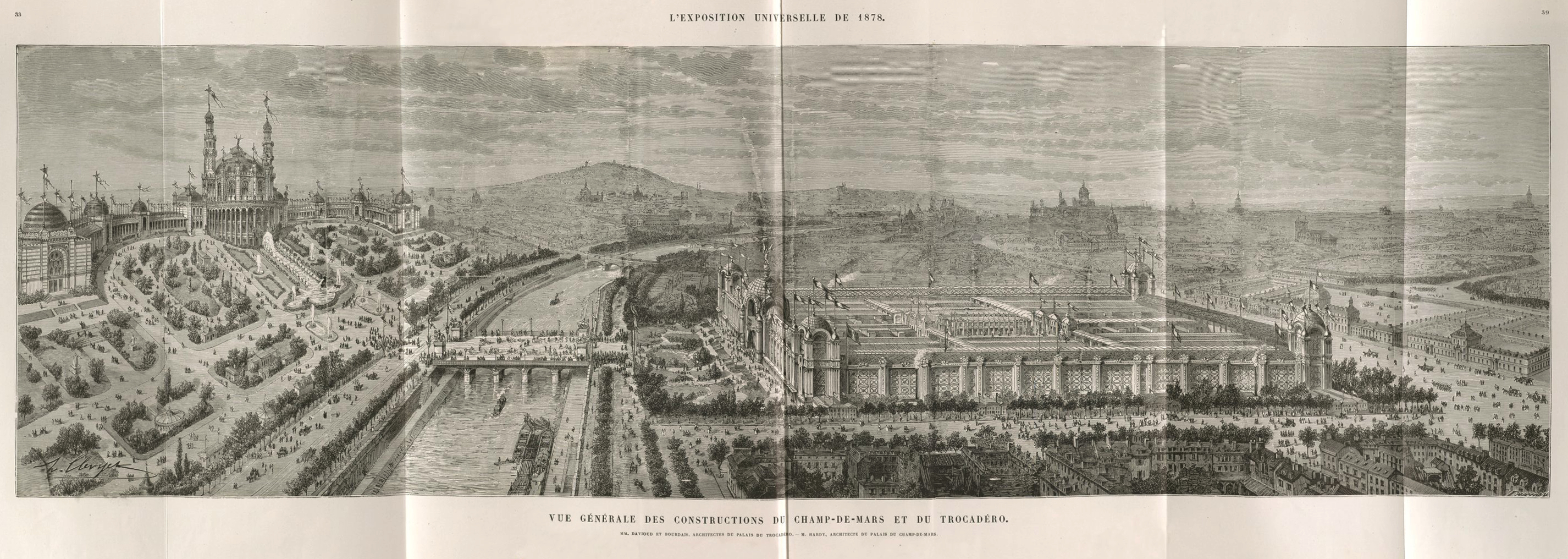
Vista panorámica del sitio de la Exposición: a la izquierda, se encuentra el palacio del Trocadéro, que fue diseñado específicamente para la ocasión por los arquitectos Davioud y Bourdais. El edificio tenía tres partes: la monumental rotonda central servía como sala de recepción y sala de conciertos que podía alojar alrededor de 5000 personas. Dos galerías en cada lado salían desde la rotonda hacia el exterior del edificio, y se inspiraban en la Piazza de San Pedro en Roma. El Palacio fue dañado por un incendio en 1935, y ya no existe. En la otra orilla del Sena se encuentra el «Palais du Champ-de-Mars», que también fue construido para la ocasión, pero que sería destruido poco después de la Exposición. En 1889, la Torre Eiffel se construiría en ese sitio.

En 1878, en el marco de la Exposición Universal, se celebró el Congreso Literario Internacional de París, bajo la presidencia de Víctor Hugo. Torres Caicedo formó parte de  un comité de honor creado durante el congreso, el cual estaba compuesto por otras once personas, entre ellas Victor Hugo, Jules Simon, José da Silva Mendes y Emilio Castelar. Ese mismo año, como resultado de las reuniones del Congreso, se funda la Asociación Literaria Internacional (ALI). Su primera reunión se llevó a cabo en diciembre de ese año y tuvo lugar en la habitación de Torres Caicedo. Allí se organizó el Congreso de Londres del año siguiente (donde Torres Caicedo sería nombrado presidente de la ALI) y se discutió la reciente convención de propiedad literaria entre Francia y Alemania. Una semana después, en otra sesión, se designó una comisión integrada por dos miembros del comité de honor previamente mencionado (Torres Caicedo y da Silva), y por tres miembros del comité ejecutivo. Esta comisión visitó a Víctor Hugo (presidente en honor de la asociación) para informarle del inicio de actividades y entregarle un ejemplar del primer número del boletín de la ALI.
En una reunión de la ALI en el año 1879, Torres Caicedo mostró un estudio sobre la literatura latinoamericana. Además, en ese año también, Torres Caicedo, Silva Mendes y Fréderic Tomás se reúnen con el presidente de Francia, Jules Grévy, para informarle de su designación como miembro del comité de honor de la Asociación. Posteriormente, Torres Caicedo anunciaría la designación del presidente salvadoreño, Rafael Zaldívar, como miembro del comité de honor. Esto es importante teniendo en cuenta que al año siguiente Francia y El Salvador firmaron un tratado de propiedad literaria y artística. Al año siguiente, se organizaría otro congreso de la ALI, esta vez en Lisboa, sin embargo, Torres Caicedo no pudo asistir, pero mandó un cálido saludo. No sería hasta este año 1880 que la ALI fue fundada oficialmente, ya bajo la autorización del Ministerio del Interior francés, por Torres Caicedo y por los escritores franceses Pierre Zaccone y Jules Lermina. Esta, desde 1884, pasaría a llamarse Asociación Literaria y Artística Internacional (ALAI) y su objetivo principal fue la defensa del principio de la propiedad literaria. En un reporte de las sesiones de 1879 a 1890 menciona la formación de grupos nacionales de la ALI en Alemania y en Colombia, bajo la presidencia de Rafael Núñez.
La ALI/ALAI se seguiría reuniendo en congresos, como los de Viena (1881), Ámsterdam (1883) y Roma (1882). En esta última, el representante de la Asociación Alemana de Editores de Libros, Paul Schmidt, propuso la creación de la Unión Internacional para la Protección de los Derechos de los Autores. Torres Caicedo tampoco pudo asistir a este congreso, sin embargo, fue informado de la propuesta y comenzó a hacer contactos con el gobierno suizo para iniciar las acciones diplomáticas pertinentes para llevar a cabo este proyecto, que iba a ser análogo a la unión monetaria y postal. Es por esto que, desde 1883 hasta 1886, las reuniones de la ALAI se llevaron a cabo en Berna, Suiza, a cargo del jurisconsulto Numa Droz. Esto anterior con el objetivo de consolidar el convenio internacional. Fue como resultado de esta serie de convenios que el 6 de septiembre de 1886 se firma la Convención Diplomática de Berna entre Alemania, Bélgica, España, Francia, Gran Bretaña, Haití, Italia, Liberia, Suiza y Túnez. Torres Caicedo, como presidente de la ALAI, hizo todos los arreglos y gestiones preliminares para llegar a este puerto.
En Colombia, la ALI/ALAI jugaría un papel fundamental al promover la instauración de leyes que protegieran la propiedad literaria. Asimismo, el papel que tuvo Torres Caicedo en la instauración de un régimen internacional de protección a los derechos de autor desató un debate político en Colombia sobre este tema desde finales de la década de los setenta. Los abanderados de la causa ‘pro derechos de autor’ fueron, en general, dirigentes conservadores, entre ellos las cabezas visibles de la Academia Colombiana de la Lengua, que Torres Caicedo ayudó a fundar; figuras como Miguel Antonio Caro, Manuel Marroquín y Rufino José Cuervo.

## Labor como publicista
Torres Caicedo dedicó una gran parte de su vida a publicitar Hispanoamérica en la comunidad internacional. Escribió estudios políticos, biográficos, miscelánicos y de versos para cumplir este objetivo. Sin embargo, su labor de publicista no se limitó solo a lo escrito. Torres Caicedo, durante la Exposición Universal de 1878, participó en múltiples conferencias de diferentes sociedades académicas, que siempre giraron en torno a la difusión del discurso latinoamericanista. Por ejemplo, el 17 de julio de ese año, en el Palacio de Trocadero, Torres Caicedo presidió la sesión de la Sociedad Etnográfica con una intervención titulada: «L’Ethnographie, la Nationalité Normale et les Nations Latines de l’Amérique». Igualmente, fundó en París la Sociedad de la Unión Latinoamericana, con comité en Roma.

### El Correo de Ultramary la acuñación del término «América Latina»

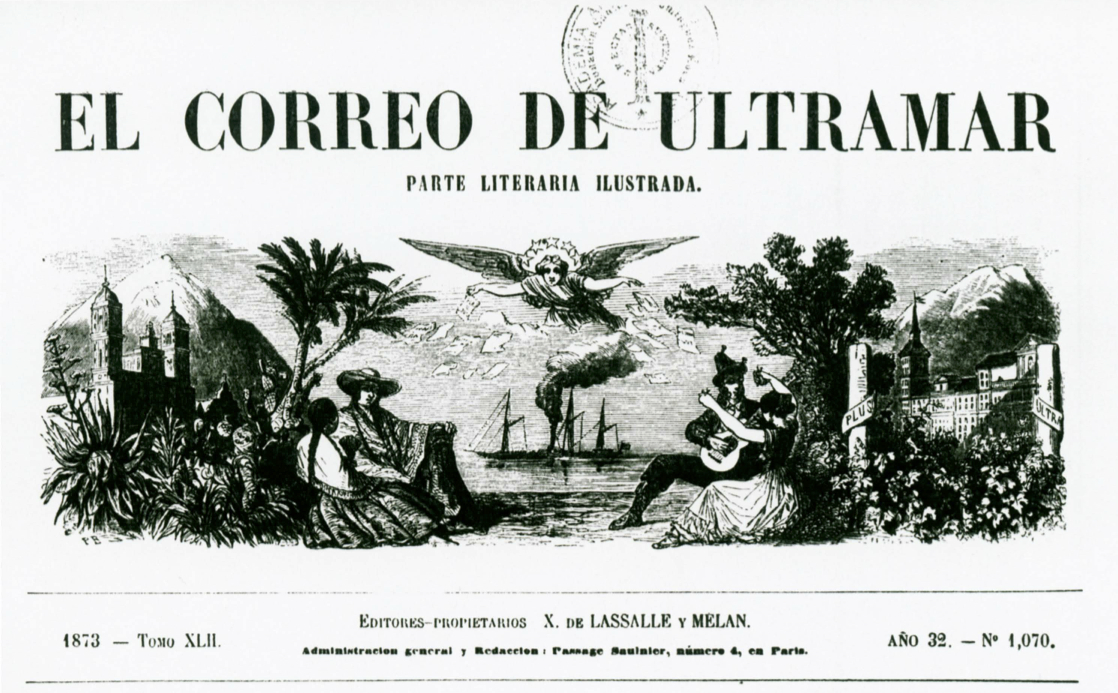
Portada de El Correo de Ultramar (1873)

El Correo de Ultramar fue una publicación nacida a raíz del interés económico de Xavier de Lassalle en las naciones americanas. Fue publicado desde 1842 hasta 1886, y distribuido por España, Francia y América. A lo largo del tiempo, este fue modificando sus secciones y cambiando sus intereses dependiendo del contexto de la época. En su fundación, El Correo de Ultramar mantenía rechazo hacia Inglaterra y su expansionismo económico al declarar que el país anglosajón pugnaba por «monopolio del comercio del mundo». Sin embargo, esta perspectiva cambiaría a mitades del siglo XIX a partir del golpe de Estado de Napoleón III, donde El Correo de Ultramar ya no estaría marcado por un nacionalismo, al mencionar que «El Correo no es más francés que inglés, más inglés que ruso […] es un periódico universal».
No obstante, siguió rechazando la ocupación de naciones en colonias: «Ningún pueblo debe intervenir en los negocios interiores de los otros». (p. 6)
Este rechazo de Torres Caicedo a pueblos anglosajones y a la ocupación de países se vería reflejado cuando, en el año 1856, ocurrió el incidente de la tajada de sandía.

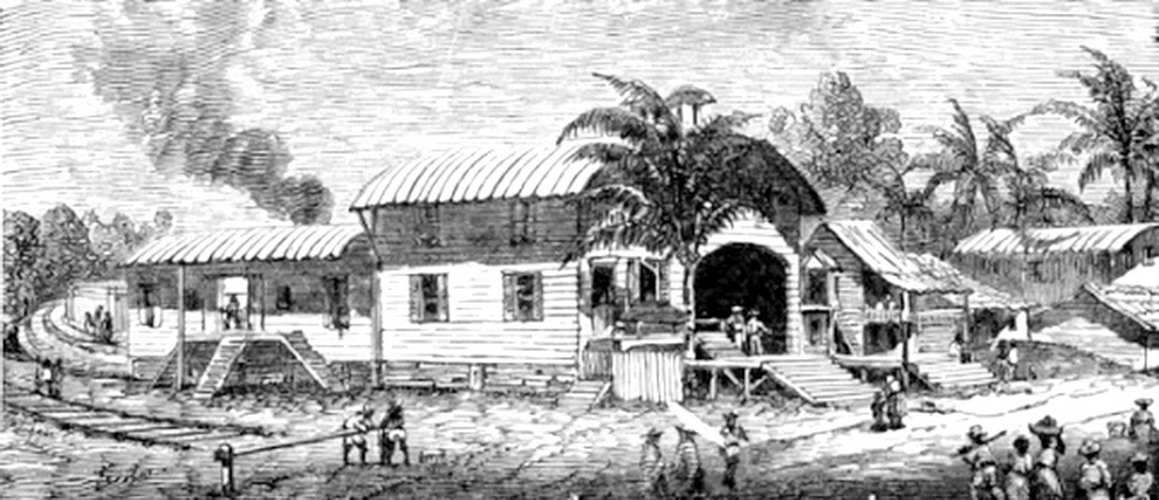
Dibujo de 1916 que representa la estación del Ferrocarril de Panamá, cuando esta se encontraba en el actual Mercado del Marisco.

Este incidente ocurrió en Panamá, que por aquel entonces era parte de la Confederación Neogranadina y ya era un paso importante entre los dos océanos, lo cual lo hacía un punto neurálgico en momentos de la fiebre de oro de California. Fue una revuelta civil en la cual habitantes panameños reaccionaron violentamente ante las amenazas de ciudadanos estadounidenses, presuntamente ebrios, a un vendedor de sandías llamado José Manuel Luna por no pagarle una tajada de sandía que recientemente habían probado. La disputa por el pago de la sandía terminó generando una trifulca en la que cientos de habitantes de suburbios desfavorecidos de Ciudad de Panamá fueron al lugar de los hechos, que generó un aumento en la magnitud de la reyerta e hizo que los ciudadanos estadounidenses tomaran refugio en una estación de tren cercana. La turba y miembros de la policía rodearon la estación de tren. Después de un intercambio de improperios, la muchedumbre y miembros de la policía ingresaron en la estación. Al día siguiente, había al menos 17 cadáveres, de los cuales dos eran de panameños y el resto eran de ciudadanos estadounidenses que habían llegado a Panamá ese mismo día. Al final, a consecuencia del incidente, el buque estadounidense USS St. Mary llega a las costas panameñas y toma control de la estación de tren. Al final, el país sudamericano tuvo que pagar cientos de dólares en reclamaciones. Torres comparó los reclamos de reparaciones estadounidenses a la agresión de William Walker a Nicaragua y celebró la valentía de los habitantes panameños.
El incidente de la tajada de sandía, sumado a las expediciones filibusteras en Centroamérica y a la reciente intervención estadounidense en México llevaron a varios intelectuales hispanoamericanos, como Torres Caicedo, a ver al país norteamericano como una amenaza. El mismo Torres Caicedo ya había advertido en el periódico El Día sobre el peligro de las aspiraciones estadounidenses en el istmo. Esta amenaza norteamericana haría que varios intelectuales abogaran por una unión de una confederación de naciones hispanoamericanas con el fin de defenderse las unas a las otras. Se consideraba a esta como un recurso para garantizar la supervivencia de la raza «latina».
En El Correo de Ultramar, Torres Caicedo publicaría su popular poema «Las Dos Américas» en 1857. Este poema le atribuye uno de los primeros usos de la noción de «América Latina».

La raza de la América latina,
Al frente tiene la sajona raza,
Enemiga mortal que ya amenaza
Su libertad destruir y su pendón.

José María Torres Caicedo, «Las dos Américas», 1857.

En este extracto, Torres Caicedo sugiere una unión de los países de herencia ‘latina’ en contraposición a la ‘raza sajona’, es decir, Norteamérica. Esto muestra claramente los deseos de Torres Caicedo por una unión de países, ya no solo hispánicos, sino latinos. Además, plasma su rechazo hacia el creciente expansionismo de carácter imperialista estadounidense.
Así, varios investigadores consideran que Torres Caicedo fue el primero, junto con el chileno Francisco Bilbao, en usar la expresión «América Latina» para distinguir Hispanoamérica de la América anglosajona. A pesar de que se suele señalar a Torres Caicedo, como el creador del término, aún existe controversia sobre el verdadero artífice del término. Se ha encontrado rastro de este término o de la denominación «latinoamericano» en escritos de otros intelectuales americanos, tales como el neogranadino Justo Arosemena, los chilenos Santiago Arcos y el mencionado Bilbao, y el dominicano Francisco Muñoz del Monte.

### Publicista de la literatura americana
Torres Caicedo se consolidaría como «el máximo agente de la literatura latinoamericana». Su labor como divulgador de la literatura americana fue amplia, ya que a través de su papel como director de El Correo de Ultramar, así como la publicación de varios volúmenes de libros, como Ensayos biográficos y de crítica literaria sobre los principales poetas y literatos hispano-americanos o Unión latino-americana, pensamiento de Bolívar para formar una liga americana, se encargó de visibilizar obras y autores latinoamericanos. Los autores que abarcó incluyen a Andrés Bello, José María de Heredia, Antonio José de Irisarri, entre otros. De esta forma, Torres Caicedo colabora distribuyendo la producción intelectual de autores latinoamericanos, apoyando así a que en Europa se dejara de ver a América únicamente como un continente lleno de conflictos internos para reconocer una amplia labor literaria e intelectual que allí se producía.
Esta labor literaria sería reconocida el 25 de junio de 1861 con un homenaje de distintos diplomáticos a Torres Caicedo. Entre estos están «ministros diplomáticos de Honduras, El Salvador, Paraguay, Argentina, Guatemala, Confederación Perú-Boliviana, Ecuador, M. M. Mosquera agente fiscal de la Confederación Granadina en Londres, antiguo encargado de Negocios de la Nueva Granada, ministro del Ecuador en Londres y París». También se sabe que hubo otro homenaje a Torres Caicedo en 1864 de políticos e hispanoamericanos radicados en París, como Juan Bautista Alberdi y Carlos Calvo. Sin embargo, no hay certeza si estos homenajes fueron el mismo evento o dos distintos.
En el año 1789, Torres Caicedo presentó un estudio sobre la literatura latinoamericana, publicado en el boletín número 4 de la ALAI. En este trabajo, Torres Caicedo se dedica a resaltar varios de las virtudes y desarrollos de la América ‘Latina’. Inicia reprochando la poca atención y el «maltrato» que existía en la comunidad internacional a la hora de hablar de la América ‘Latina’ en contraposición a la admiración que se le tenía a la América ‘Anglosajona’, es decir, a Estados Unidos. En esta parte, también expone las riquezas geográficas y biológicas de la parte latina de América.
La mayoría del estudio, sin embargo, se centró en demostrar la existencia de literatura latinoamericana, caracterizarla, indicar sus autores más representativos, y mostrar las virtudes y los beneficios que esta le había dado al mundo. También, señalaba la cantidad de traducciones realizadas en esos momentos en la América «Latina», exponía la libertad de prensa que existía en la zona y denunciaba las leyes que buscaban impedir esa libertad. Igualmente, describió a los habitantes de esta parte del mundo como «defensores de propiedad literaria» y resaltó la disposición de los países latinoamericanos de firmar tratados internacionales de propiedad literaria.

### Amistad con Juan Bautista Alberdi

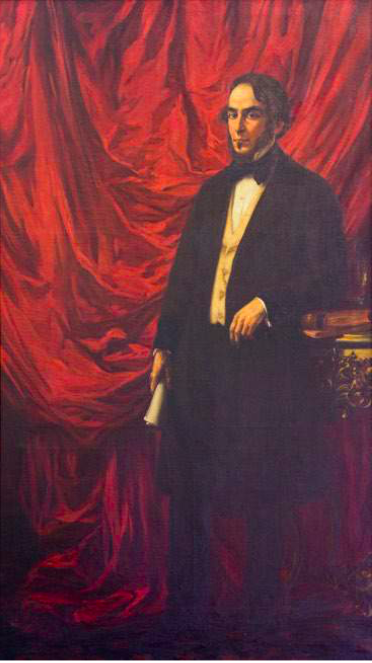
Juan Bautista Alberdi por Segismundo De Nass (1922).

Estos escritos le trajeron distintas amistades, como la que tuvo con el argentino Juan Bautista Alberdi. Alberdi y Torres Caicedo se conocerían en 1864 en París, cuando el argentino ya no ostentaba el cargo de Ministro Plenipotenciario de la República Argentina. Si bien ambos no congeniaban en un principio, esta actitud cambió con el tiempo. Inicialmente, el argentino escribía críticas tanto a Torres Caicedo como a El correo de Ultramar, debido a los elogios que este periódico hizo a algunos de sus rivales, como Mariano Balacre y a Carlos Calvo. Sin embargo, esto cambiaría a raíz de varios factores. En 1863 se publicó en este periódico una semblanza al argentino y posteriormente esta tendría una ampliación en Ensayos biográficos y de crítica literaria (Segunda serie, París, 1868) de Torres Caicedo, marcando un inicio en el acercamiento de ambos autores. Así mismo, la labor americanista del Colombiano, su creciente prestigio en Europa y América y la semejanza de ideas entre ambos autores causaron que Alberdi cambiará su estima hacia Torres Caicedo.
Alberdi y Torres Caicedo compartían opiniones como la unidad continental, con conceptos como Hispanoamérica o América Latina, y la defensa de un gobierno republicano con un Poder Ejecutivo fuerte que equilibrara el orden y la libertad. No obstante, estos no congeniaban con sus ideas sociales y raciales, que tenían que ver con los juicios sobre indios y negros.

## Trabajo diplomático
Torres Caicedo desempeñó papeles diplomáticos para tres países a lo largo de toda su vida, incluso simultáneamente: para Venezuela, Nueva Granada/Colombia y El Salvador. Empezó siendo ministro diplomático de Venezuela ante los gobiernos de Francia y los Países Bajos. Posteriormente sería ministro de la Nueva Granada, en donde se le pide mediar por una intervención europea en el istmo de Panamá.
Adicionalmente, se desempeñó como ministro plenipotenciario de los Estados Unidos de Colombia en Francia e Inglaterra entre 1868 y 1871. Este hecho es recalcable debido a que Torres Caicedo era alguien de tendencia bastante conservadora, lo cual contrastaba con el liberal gobierno colombiano de aquella época. Antes de que se retirara de este cargo, Torres Caicedo había solicitado empleo en El Salvador, siendo aceptado en 1870, lo que lo llevaría a culminar su cargo en Colombia en 1871.
En este periodo de tiempo Torres Caicedo colaboró con el restablecimiento de relaciones diplomáticas entre España y Colombia. El 30 de septiembre de 1870 Felipe Zapata, quien era secretario del Interior de los Estados Unidos de Colombia, le encargó a Torres Caicedo realizar averiguaciones extraoficiales de las condiciones diplomáticas para estrechar las relaciones de amistad con España. El Reino y Colombia comenzaron a establecer relaciones diplomáticas mediante una unión literaria hispana que llevaría a la Real Academia Española a autorizar la fundación de academias de la lengua en Latinoamérica.
Este proceso de restablecimiento de relaciones llegaría a la culmen en el año de 1881, cuando el Academia Española, don Mariano Roca de Togores, primer Marqués de Molins, quien era ministro plenipotenciario de España, firmó en París el Tratado de Paz y Amistad entre Colombia y España.
Igualmente, con la gran contribución de Torres Caicedo, quien era ministro plenipotenciario de El Salvador, en 1880, Francia y el país centroamericano firmaron un tratado de propiedad literaria y artística. También, el tratado entre España y Francia de 1880 fue iniciativa de Torres Caicedo, quien convirtió estos primeros tratados en el modelo a seguir para los convenios bilaterales de protección a las obras literarias y artísticas. En 1883, Torres Caicedo, actuando como diplomático de El Salvador, intentaría llegar a un acuerdo gobierno inglés para proponer la firma de un tratado entre ambos países en términos más amplios que los establecidos en tratados bilaterales anteriores. Sin embargo, este convenio nunca se realizó. Por el contrario, con España tendría más suerte, ya que, en 1884, en Madrid, se firma el tratado entre España y El Salvador.

### Fundación de Academias de la Lengua en América

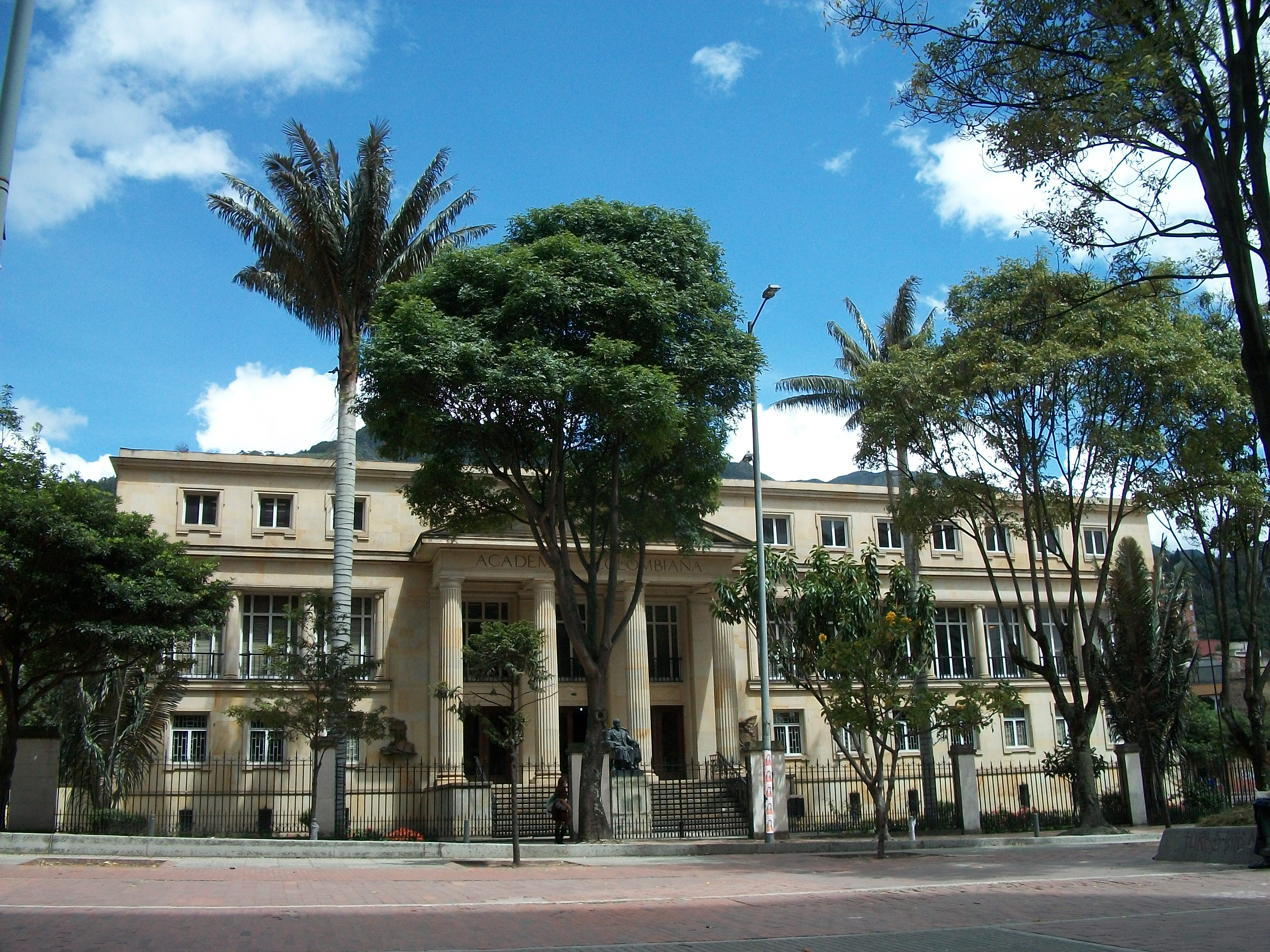
Fachada del nueva edificio de la Academia Colombiana de la Lengua. Su anterior sede era la casa de Miguel Antonio Caro

La independencia de las antiguas colonias europeas en América generó que esta parte del mundo pasara a ser una zona a tener en cuenta en «la geopolítica del conocimiento», debido a que estos eventos causaron un proceso de ‘internacionalización del mercado editorial. Esto generó reconsideraciones en el modelo legal de protección a obras literarias, sobre todo en lo relacionado con el sistema internacional de protección.
Las impresiones piratas y la circulación clandestina de impresos fueron importantes a la hora de colocar a Francia en una posición dominante en el mercado editorial europeo, posición que comenzó a tener desde el siglo XVIII. Esta dominancia gala, en el siglo XIX, sumada a la dependencia americana de la producción editorial europea, se traduciría en el desarrollo de un mercado editorial capaz de abastecer la demanda de textos en Hispanoamérica, e incluso España, lo cual generó una red de circulación de libros en Latinoamérica bastante rentable y más grande que la española. Varios editores franceses se comenzaron a lucrar con este mercado, dedicándose al tráfico ilegal de impresos en castellano con destino a Latinoamérica. Este mercado editorial se llevó a cabo en gran medida con ediciones piratas. Todo lo anterior causó perjuicios a los editores españoles e ingleses, esto último debido a que se comenzaba a incrementar el número de ediciones británicas de textos en español. La cuestión anterior forjó litigios entre autores españoles y editoriales francesas, lo cual desembocó en la firma de tratados entre ambas potencias en la segunda mitad del siglo XIX.
En 1863, Tomás Cipriano de Mosquera, presidente de Colombia, señaló que era menester estrechar las relaciones entre las repúblicas hispanoamericanas como mecanismo de defensa ante Estados Unidos y España. Frente a esto, el gobierno español, después de los intentos de intervención militar en Sudamérica en el marco de la Guerra hispano-sudamericana, decidió cambiar su manera de acercarse a sus antiguas colonias ya que buscaban disminuir el apoyo que estas daban a las causas independentistas de Cuba y Puerto Rico. Para estimular estas relaciones entre el Reino y las repúblicas americanas, España decidió seguir el camino propuesto por José María Gutiérrez de Alba. Este había escrito al ministro de Estado español sobre la necesidad de restablecer relaciones con los países hispanoamericanos, haciendo énfasis en la importancia de la firma de tratados internacionales que aseguraran la propiedad intelectual de autores peninsulares. Es entonces cuando se designa a Gutiérrez del Alba como agente confidencial en la Colombia y enviado del gobierno español al resto de las repúblicas hispanoamericanas. Sumado a la misión previamente descrita, el envío de Gutiérrez de Alba también tenía como propósito la difusión del pensamiento de autores españoles para que se popularizaran en América y, resultado de esto, se expandiera el mercado.
Gutiérrez de Alba arriba Bogotá en el mes de mayo de 1870. El 30 de septiembre de ese mismo año, Felipe Zapata, secretario del Interior de los Estados Unidos de Colombia, comunicaba a Torres Caicedo la llegada del enviado español a Bogotá y de su misión confidencial. Es por esto mismo que Zapata le encomienda a Torres Caicedo realizar averiguaciones extraoficiales sobre las condiciones diplomáticas para estrechar las relaciones de amistad con el Reino. El 30 de noviembre de 1870, Torres Caicedo avisa, desde Bruselas, el inicio de diálogos con el agente español Eduardo Asquerino, haciendo notar que fue Gutiérrez de Alba quien había tomado la iniciativa.
Entre los proyectos para estrechar lazos culturales entre las repúblicas hispanoamericanas y su antigua metrópoli, se trazó la creación de la unión literaria hispana, que sería liderada por España. Es así como, en el año 1870, la Real Academia Española autoriza la fundación de academias correspondientes en los países hispanoamericanos.
José María Vergara y Vergara, quien había sido nombrado en el año 1869 como secretario de Torres Caicedo, quien por entonces era ministro plenipotenciario de los Estados Unidos de Colombia en Francia e Inglaterra, aprovechó esta oportunidad y realizó los contactos necesarios para fundar en Colombia la primera de las varias academias de la lengua fundadas en América con la autorización de la Real Academia Española.
Es así como en el año 1871, de la mano de personajes como el mencionado José María Vergara y Vergara, José Manuel Marroquín y Miguel Antonio Caro fundan en Bogotá la Academia Colombiana de la Lengua, designando a Gutiérrez de Alba como miembro honorario. Esta se presentó como «un foro adecuado para la diseminación de las ideas que abogaban por un régimen de propiedad literaria en Colombia y para la difusión del hispanismo». Asimismo, como sus objetivos dejan intuir, la Academia sirvió como espacio para establecer relaciones diplomáticas formales entre Colombia y España. Mariano Roca de Togores, quien en el año 1871 fue director de la Real Academia Española, en calidad de ministro plenipotenciario de España, firma en 1881 en París, el Tratado de Paz y Amistad entre Colombia y España. Este abriría relaciones formales entre ambos países, restringidas desde tiempos de la independencia.
La Academia Colombiana de la Lengua y sus miembros jugarían un papel importante en la política colombiana de finales del siglo XIX. Esta fue activa promotora del hispanismo y de la institucionalización de la protección de los derechos de autor. La mencionada promoción culminaría con la implementación de un sistema de propiedad literaria plasmado en el artículo 45 de la Constitución de 1886, redactada, entre otros, por Miguel Antonio Caro, miembro fundador de la Academia e hijo de José Eusebio Caro, cofundador del Partido Conservador y allegado a Torres Caicedo. Además, algunos de sus miembros, como José Manuel Marroquín y el mismo Caro terminarían siendo presidentes de la república.
Además de esto, Torres Caicedo, actuando como diplomático de El Salvador, país que había reanudado relaciones con España en 1865, inició las negociaciones en España para fundar la Academia Salvadoreña de la Lengua, la cual se formalizó en 1875. Esta jugó un papel similar a su contraparte colombiana en cuanto ayudó a estrechar las relaciones políticas y culturales entre ambos países.

## Muerte y sepultura

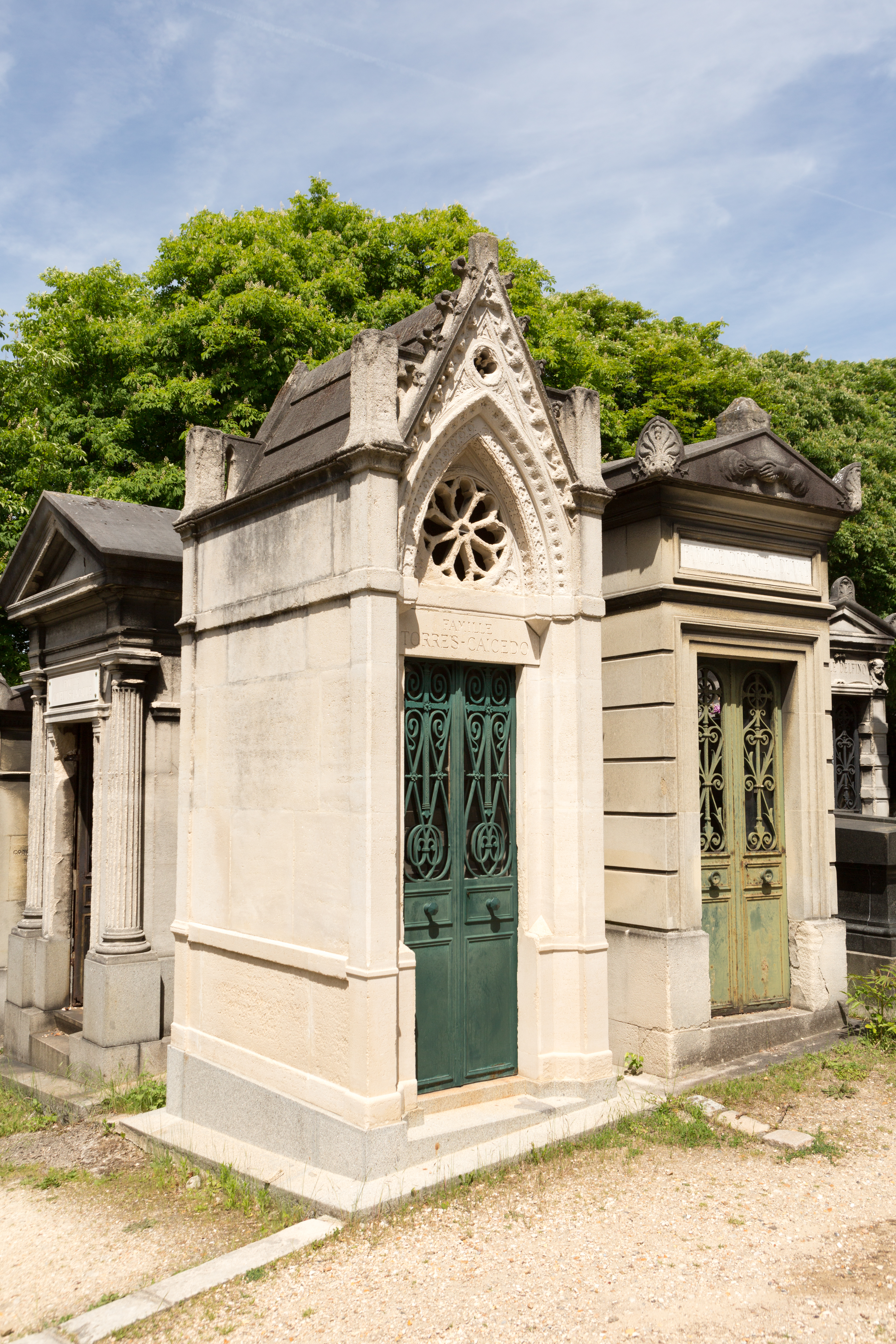
Tumba de Torres Caicedo (cementerio del Père-Lachaise, París).

A través de una carta del escritor colombiano José María Cordovez Moure se sabe que, poco antes de su muerte, Torres Caicedo contrajo matrimonio con una dama de Guayaquil, para después morir por una enfermedad del cerebro el 24 de septiembre de 1889. La salud de Torres Caicedo había empezado a decaer a partir de 1885, cosa que se agudizaría en 1887, llevándolo finalmente a la muerte el 24 de septiembre de 1889. Algunos escritores, como Víctor Sánchez Montenegro, mencionan que muere en París, pero otros, como Emilio Carrilla, afirman que lo hace en Auteuil, una comuna francesa cercana a París.
Está enterrado en el cementerio parisino del Père-Lachaise.

## Homenajes
El militar Lázaro María Pérez, miembro proactivo del Partido Conservador, funda en 1870 la Librería Torres Caicedo en honor a este personaje. Se menciona que el general profesaba cariño y admiración hacia Torres Caicedo. También, cabe resaltar que Pérez hizo parte del Congreso de la ALI de 1880, en Lisboa, de la que Torres Caicedo era miembro. Esta librería, durante esos tiempos, se convirtió en la «mejor surtida del país» gracias a su convenio con la casa Hachette de París, la cual fue intermediaria en el abastecimiento de textos y útiles escolares para el Estado colombiano. Esta librería también es importante «por ser la única que en tal tiempo tenía relaciones con otras librerías de Hispanoamérica» lo que le permitió hacer préstamos internacionales.
Otro homenaje hecho a Torres Caicedo fue poner su segundo apellido como nombre de un municipio del centro-occidente del departamento de Antioquia

## Obras
- Ayes del Corazón: Colección de Poesías Orijinales, 1853[25]
- Flora y las Floras - La Esperanza, 1859[26]
- Religión, patria y amor, colección de versos, 1863[27]
- Ensayos biográficos y de crítica literaria sobre los principales poetas y literatos hispano-americanos, Paris, Librería de Guillaumin y Cia, 1863[19]
- De la Peine de mort, 1864[28]
- Les Principes de 1789 en Amérique, 1865[29]
- Armonías, Ricardo Palma y José María Torres Caicedo,1865[30]
- Unión latino-americana, pensamiento de Bolívar para formar una liga americana, 1865[31]
- Colección de poesías originales de Abigail Lozano, prefacio de Simon B. Camacho, reseña biográfica de José María Torres Caicedo, 1865[20]
- Estudios sobre el gobierno inglés y sobre la influencia anglo-sajona, prefacio en francés por Alexandre Gresse, 1868[32]
- Colonisation des Deux-Amériques, 1868[33]
- Poesías de Florencio Balcarce, reseñas biográficas de Florencio Varela, Ventura de la Vega y José María Torres Caicedo, 1869[34]
- Introduction à Pardo (1872) en que Torres Caicedo «rinde homenaje a la loable voluntad de los Colombianos de viajar hasta Tierra Santa» («rend hommage au louable dessein des Colombiens de se rendre en Terre sainte»)[35]
- Colección de poesías originales de Andrés Bello, reseña biográfica de José María Torres Caicedo, 1873[36]
- Mis ideas y mis principios, 1875[37]
- Memorandum presentado en 1879 a los miembros de las colonias hispanoamericanas residentes en París[38]
- Calle Bolívar en París. La rue de Bolivar à Paris. Correspondance échangée entre le secrétariat de la Société philothémique latino-américaine et M. Torres Caicedo, 1880[39]
- Obras poéticas y dramáticas de Lázaro María Pérez, reseñas biográficas de José María Torres Caicedo y José María Samper, 1884[40]
- Sueños y realidades, 1907[41]